# Джоан Луй
«Джоа́н Луй» (итал. Joan Lui) — художественный фильм 1985 года, главную роль в котором исполнил известный итальянский актёр и певец Адриано Челентано. Челентано также является режиссёром этого фильма.

Фильм рассказывает о втором приходе Иисуса Христа на Землю. В фильме также звучат песни, написанные и исполненные Адриано Челентано. Премьера в Италии — 25 декабря 1985 года. Слоган фильма: 
Однажды в понедельник я приду на эту землю.

## Сюжет
Сюжет фильма разворачивается в Италии. Некий человек под именем Джоан Луи (Адриано Челентано), появившийся ниоткуда, за очень короткий срок обретает огромную популярность благодаря своему нестандартному поведению и музыке. К середине фильма становится ясно, что сюжет этого фильма тесно переплетается с Библией, а Джоан Луи выступает в роли Спасителя, который во второй раз пришёл на Землю накануне конца света.

## В ролях
- Адриано Челентано
- Клаудия Мори
- Марта Келлер
- Федерика Моро
- Шерри Андерсон
- Федерико Бойдо
- Джино Кольяндро
- Филиппо Де Гара
- Пробо Галлуцци
- Джада Джерини
- Харухико Яманучи

## Съёмочная группа
- Режиссёр — Адриано Челентано
- Оператор — Альфио Контини
- Сценарий — Адриано Челентано
- Музыка — Адриано Челентано, Ронни Джексон, Пинуччо Пьераццоли
- Продюсеры — Марио Чекки Гори, Витторио Чекки Гори, Лучано Луна

## Саундтрек
Альбом с песнями из этого фильма, «Joan Lui», был выпущен в 1985 году. Диск состоял из 9 композиций.

## Отзывы
Фильм получил неодобрительные отзывы критиков. Картина не окупила и половины своего бюджета. В базе данных IMDb фильм имеет довольно низкий рейтинг. В основном, критики отмечали отсутствие конкретной идеи фильма, некую «сумбурность» сюжета и странный сценарий. Решение выпустить фильм на экраны именно в Рождество тоже отнюдь не помогло его успешному прокату, как и сокращение хронометража другой версии на целых полчаса.